# Рисс-Вюрм
Рисс-Вюрм — міжльодовиковий час, що відділяє, згідно так званої альпійської схеми зледеніння, передостаннє рисське зледеніння в Альпах від останнього вюрмського.
Відповідає Еемському міжльодовиків'ю Середньої Європи, Микулинському — Східно-Європейської рівнини, Сангамонському — Північної Америки.
Термін Рисс-Вюрм пов'язаний з назвами двох невеликих річок.